# Majakowskaja (Metro Moskau)

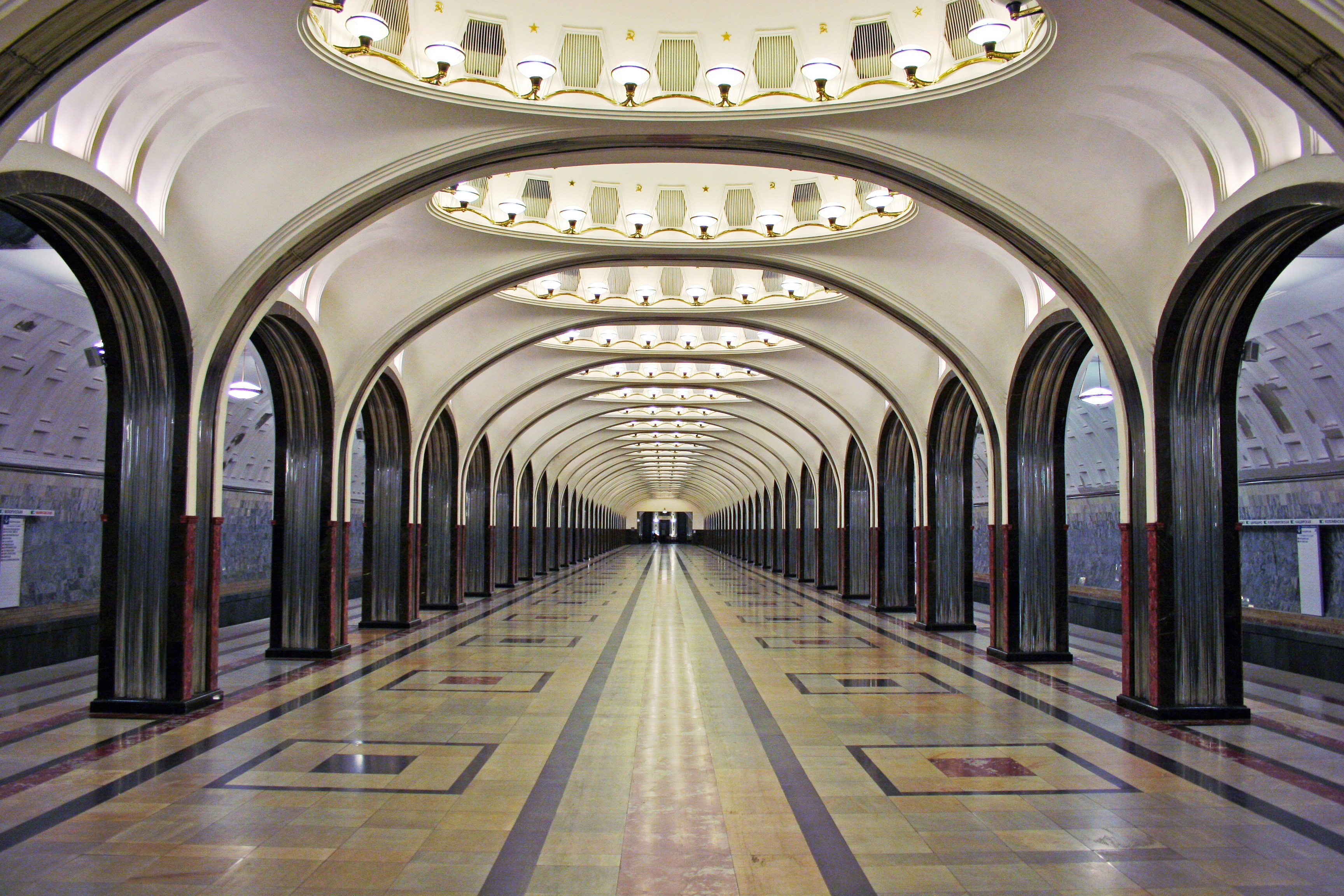
Station Majakowskaja

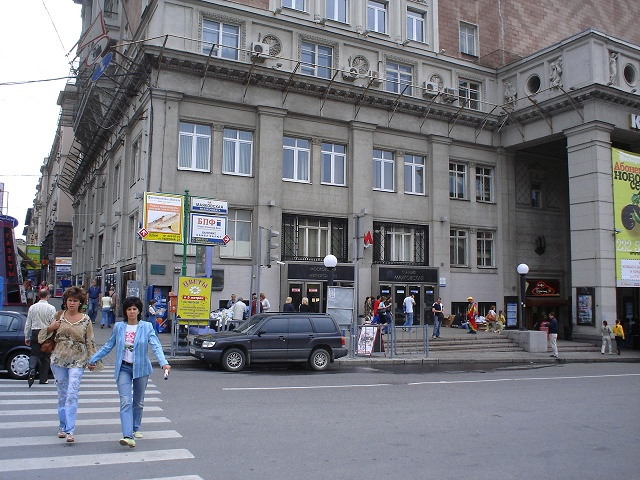
Südeingang

Majakowskaja (russisch Маяковская (Ausspracheⓘ)) ist ein 1938 erbauter U-Bahnhof der Metro Moskau an der Samoskworezkaja-Linie (auch „Linie 2“ oder „grüne Linie“).
Er befindet sich im Zentrum Moskaus direkt unter der Twerskaja-Straße im Bereich ihrer Kreuzung mit dem Gartenring. Die Station hat keine Umsteigemöglichkeiten zu anderen Stationen, besitzt jedoch zwei Ausgänge – den Südausgang und den 2005 nachträglich eingebauten Nordausgang. Ihren Namen hat die Station Majakowskaja bei ihrer Eröffnung zu Ehren des futuristischen frühsowjetischen Dichters Wladimir Majakowski erhalten.

## Geschichte
Majakowskaja wurde am 11. September 1938 eröffnet. Sie gehörte zu den sechs Stationen auf dem 8,5 km langen ersten Bauabschnitt der Samoskworezkaja-Linie, der zunächst von Teatralnaja nach Sokol führte. Ursprünglich verfügte die 33 Meter tief unter der Erdoberfläche liegende Station über einen einzigen Ausgang, der in das gleichzeitig errichtete Gebäude der Tschaikowski-Konzerthalle eingebaut wurde.
Da die Station in einem Bereich errichtet wurde, wo der Boden relativ stabil ist, sowie aufgrund ihrer tiefen Lage, wurde sie während der Schlacht um Moskau im Zweiten Weltkrieg besonders oft als Luftschutzbunker genutzt. Zudem wurden in der geräumigen Bahnsteighalle von Majakowskaja in dieser Zeit mehrmals Kongresse und andere politische Versammlungen durchgeführt. So hielt dort am 6. November 1941 Staatschef Josef Stalin eine Rede während der Tagung des Moskauer Deputiertenrates zum 24. Jahrestag der Oktoberrevolution. In den 1950er-Jahren wurde die Ausgangshalle der Station um einen zweiten Zugang von der ungeraden Seite der Twerskaja-Straße aus ergänzt.
Am 2. September 2005 wurde nach mehrjähriger Bauzeit der Nordausgang der Majakowskaja in Betrieb genommen, der sich nördlich des Gartenringes und ebenfalls an der Twerskaja-Straße befindet. Gleichzeitig wurde der Südausgang für eine Komplettsanierung geschlossen, auch um die noch bei Stationseröffnung installierten Rolltreppen auszutauschen. Diese Arbeiten wurden im Mai 2007 abgeschlossen, seitdem stehen beide Ausgänge von Majakowskaja zur Verfügung.

## Architektur
Der Hauptarchitekt der Majakowskaja war Alexei Duschkin, der darüber hinaus für Entwürfe einer Reihe weiterer Moskauer Metrobahnhöfe sowie unter anderem für das Gebäude des Kaufhauses Detski Mir bekannt ist.

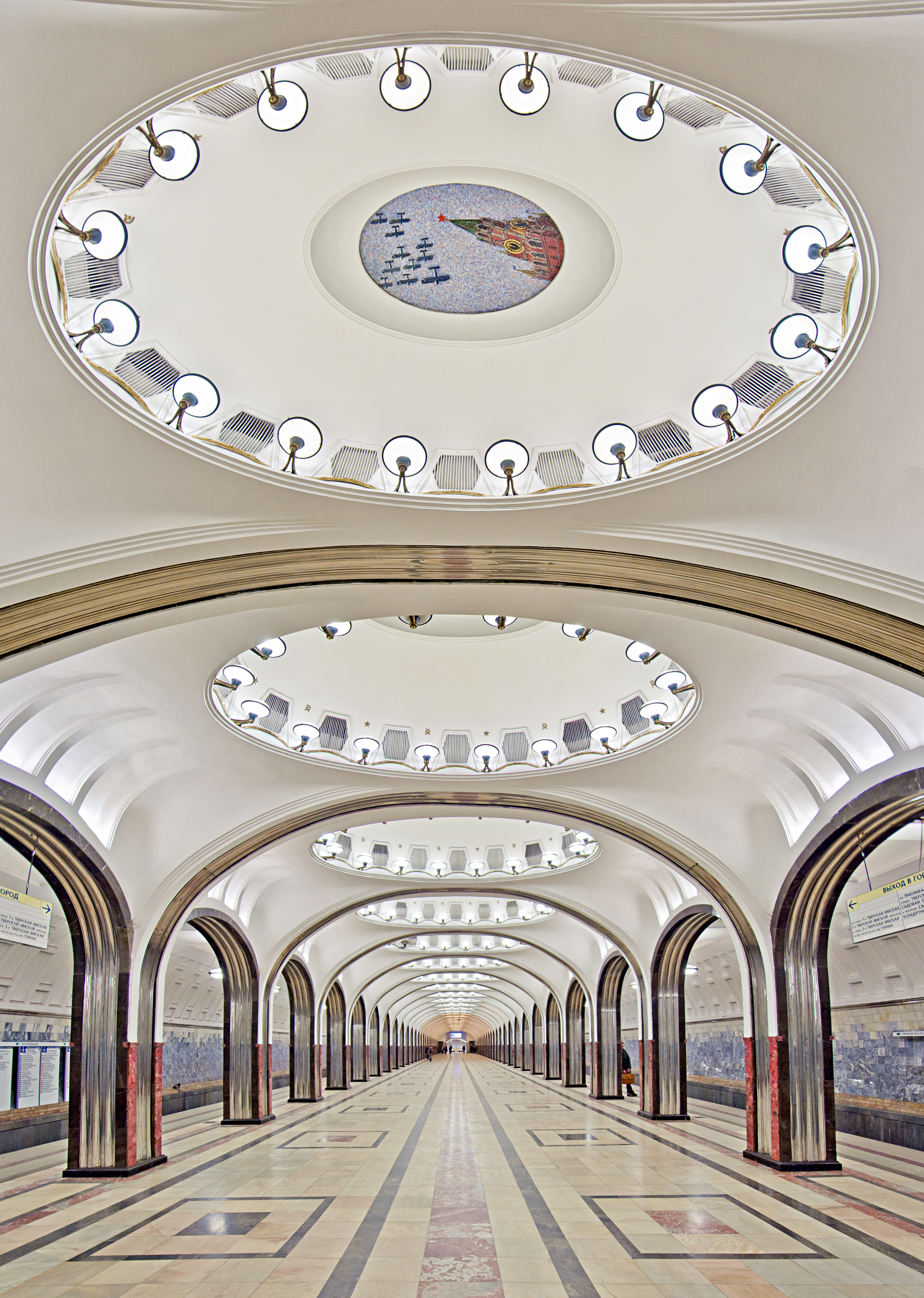
Deckengewölbe im Detail

Aufgrund des stabilen Baugrunds konnte die Bahnsteighalle der Station trotz ihrer tiefen Lage mit wesentlich leichteren Stützkonstruktionen ausgestattet werden als es bei anderen U-Bahnhöfen im Moskauer Zentrum der Fall ist. Dies erklärt, dass die Bahnsteighalle von Majakowskaja nicht, wie in Moskau üblich, mit dicken Pylonen stabilisiert wird, sondern mit arkadenähnlichen Reihen von mit Edelstahl verkleideten Säulen. Dies gibt der Halle eine sehr geräumige und offene Gestalt. Die Wände wurden abwechselnd mit Marmor und Diorit verkleidet. Die runden Nischen am Gewölbe wurden mit Mosaiken des Künstlers Alexander Deineka geschmückt, welche unter anderem die sowjetische Luftfahrt zum Thema haben. In diesen Nischen befindet sich auch die Stationsbeleuchtung.
Insbesondere aufgrund der für die Moskauer Metro eher ungewöhnlichen Stahlsäulen gehört Majakowskaja zu den architektonisch interessantesten U-Bahnhöfen des Moskauer Netzes und wird teilweise dem Stil Art déco zugerechnet. Duschkins Konzept erwies sich im Nachhinein als sehr erfolgreich: So wurde der Entwurf der Station bereits 1938 auf einer New Yorker Ausstellung mit dem Hauptpreis ausgezeichnet. 2001 wurde Majakowskaja in die Liste der wertvollsten Architekturdenkmäler Moskaus aufgenommen und steht damit unter besonderem Denkmalschutz.

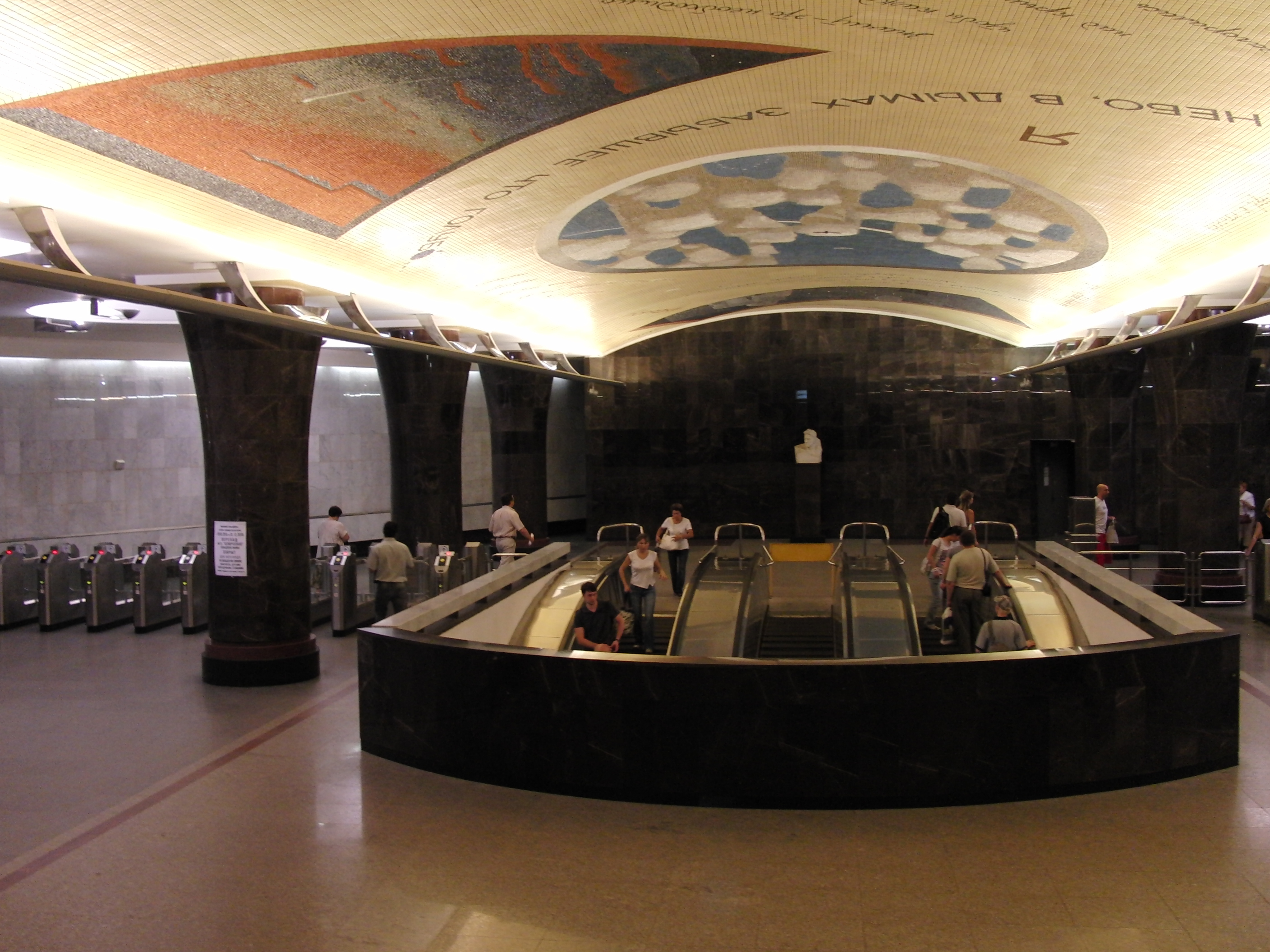
2005 eröffneter Nordausgang mit futuristischen Motiven

Die Hallen des 2005 erbauten Nordausganges wurden mit neuen Deckenmosaiken ausgestattet, worin futuristische Motive mit Zitaten aus Majakowskis Gedichten kombiniert sind. Die Halle ist großzügig mit Marmorsäulen und Edelstahlelementen auch im Funktionsbereich ausgestattet; im Eingangsvestibül ist eine Büste des Dichters aufgestellt. 

Der neue Ausgang weist gegenüber dem alten eine Besonderheit auf: Von der Bahnsteig- zur Schalterhalle gelangt man über eine Zwischenebene, die sich einige Meter tiefer befindet als der Bahnsteig.

## Besonderheiten
Mit Beginn des Einsatzes von Acht-Wagen-Zügen auf der Linie 2 in den späten 80er Jahren wurden die Bahnsteige der Station Majakowskaja um wenige Meter in die Streckentunnel verlängert, um einen Ausstieg aus allen Türen zu ermöglichen. Auf diesen wegen der Tunnelwölbung besonders schmalen Ausstiegsbereich, der in Höhe der letzten Fahrgasttür beginnt, wird mit entsprechenden Durchsagen hingewiesen.